# Шарне, Леонар Виктор Жозеф
Леона́р Викто́р Жозе́ф Шарне́ (фр. Léonard Victor Joseph Charner, 1797—1869) — французский военный и государственный деятель, адмирал Франции (15 ноября 1864), участник Крымской войны, главнокомандующий французскими силами в Кохинхине.

## Биография
Родился 13 февраля 1797 года в Сен-Брие, сын швейцарского винодела.
В феврале 1812 года окончил курс в Тулонском морском училище. В 1815 году получил чин мичмана, в 1828 году стал лейтенантом. В последнем чине участвовал в алжирской экспедиции 1830 года, a в 1832 году находился при взятии Анконы.
В 1837 году получил в командование фрегат «Belle Poule» и сопровождал принца Жуанвильского в поездке его на остров Св. Елены за телом Наполеона I.
С 1841 года командовал линейным кораблём.
После Революции 1848 года Шарне был избран членом законодательного собрания от Коте-дю-Норд и занимался в парламенте преимущественно морскими вопросами. 3 февраля 1852 года был произведён в контр-адмиралы и в июле следующего года назначен командующим 2-й океанской эскадрой.
В 1854 году при осаде Севастополя, командуя кораблём «Napoléon», участвовал в бомбардировке города 17 октября. В 1855 году произведён в вице-адмиралы, 4 февраля 1860 года назначен главнокомандующим военно-морскими силами Франции на Дальнем Востоке, с 6 февраля следующего года был главнокомандующим французской армией в Кохинхине и принял активное участие в завоевании этой колонии. 10 февраля 1861 года награждён большим крестом ордена Почётного легиона.
По возвращении во Францию Шарне 12 февраля 1862 года был назначен сенатором и 15 ноября 1864 года получил чин полного адмирала.
Скончался в Париже 7 февраля 1869 года.
Несколько военных кораблей французского флота носили его имя:
- Броненосный крейсер «Amiral Charner» был потоплен немцами у берегов Сирии 8 февраля 1916 года.
- Сторожевой корабль «Amiral Charner», заложен в 1960 году, выведен из состава французского флота в 1990 году и продан в Уругвай, где после модернизации введён в строй под именем «Montevideo».

При французах в Сайгоне существовал Бульвер Шарне, сейчас — Дай Ло Нгуен Хюэ.